# Werner Jablonski
Werner Jablonski (* 26. Juni 1938) ist ein ehemaliger deutscher Fußballspieler. Von 1965 bis 1971 absolvierte er beim VfL Bochum 167 Spiele in der Fußball-Regionalliga West und erzielte zwölf Tore. Nach dem Bundesligaaufstieg 1971 kam der ehemalige Oberligaspieler (1960/61; 26-5) nochmals auf acht Spiele im Profibereich für die Elf von der Castroper Straße.

## Karriere
Werner Jablonski kam von Arminia Marten zum Dortmunder SC 95, wo er bis zur Saison 1959/60 in der 2. Oberliga West. spielte. Zur Runde 1960/61 wechselte er zum VfL Bochum in die Oberliga West. Für den VfL Bochum spielte er in den nächsten dreizehn Jahren in der 1. und 2. Oberliga West, Verbandsliga Westfalen, Regionalliga West und Bundesliga.
Jablonski debütierte bei den Blau-Weißen von der Castroper Straße am 14. August 1960 beim Auswärtsspiel gegen Alemannia Aachen in der damals erstklassigen Oberliga West. Bei der 0:4-Auswärtsniederlage am Tivoli spielte er im damaligen WM-System auf Halbrechts an der Seite von Mitspielern wie Dieter Backhaus, Heinz Lowin und Erich Pawlak. Am Rundenende stieg Jablonski mit dem VfL in die 2. Liga West ab. Mit der Einführung der Fußball-Bundesliga zur Saison 1963/64 musste der VfL den Weg in die Verbandsliga Westfalen antreten. Jablonski gehörte unter Trainer Hubert Schieth dem Spielerkreis an, der in der Saison 1964/65 mit elf Punkten Vorsprung vor dem Lüner SV die Meisterschaft glückte und nach einem Entscheidungsspiel gegen die SpVgg Erkenschwick, auch der Aufstieg in die damals zweitklassige Regionalliga West.
Am Regionalligadebüttag, den 15. August 1965, spielte er auf Halblinks und der VfL gewann das Auswärtsspiel mit 1:0 Toren beim VfB Bottrop, wo Fred-Werner Bockholt das Tor hütete und Dieter Herzog im Angriff stürmte. Zur Runde 1967/68 übernahm der Schalker Ex-Nationalspieler Hermann Eppenhoff das Traineramt beim vom Präsidenten Ottokar Wüst geführten VfL. Jablonski absolvierte 31 Ligaspiele und die Blau-Weißen belegten den fünften Rang. Sein erster großer sportlicher Erfolg war das Erreichen des DFB-Pokal-Finales im Jahr 1968. Durch den 2:1-Halbfinalerfolg am 15. Mai gegen den mit den Stars Sepp Maier, Franz Beckenbauer und Gerd Müller angetretenem FC Bayern München, zogen die Bochumer vor 40.000 Zuschauern in das Finale gegen den 1. FC Köln ein. Jablonski spielte linke Läufer. Im Endspiel am 9. Juni in Ludwigshafen setzte sich das überlegene Offensivspiel der Mannen von Trainer Willi Multhaup durch. Das Mittelfeld der „Geißbock-Elf“ mit Heinz Simmet, Heinz Flohe und Wolfgang Overath entschied im Zusammenspiel mit den drei Angriffsspitzen Carl-Heinz Rühl, Johannes Löhr und Heinz Hornig mit 4:1 Toren das Spiel zugunsten der Kölner.
Der erste Meisterschaftsgewinn in der Saison 1969/70 und der Aufstieg in die Bundesliga 1971 nach der zweiten Meisterschaft, stellten die weiteren sportlichen Höhepunkte in der sportlichen Karriere von Werner Jablonski dar.
Mit dem Bundesligaspiel am 15. Dezember 1972 im heimischen Stadion gegen Werder Bremen endete die Spielerlaufbahn von Jablonski. Beim 2:0-Heimerfolg lief er unter Trainer Heinz Höher vor Torhüter Werner Scholz als Libero auf und die zwei Tore wurden durch Werner Krämer und Michael Lameck erzielt.
Im Hauptberuf arbeitete „Jabo“ als Fahrer der Sparkasse Bochum.